# Eudromia
Eudromia és un gènere d'ocells de la família dels tinàmids. Aquests tinamús viuen en praderies i boscos oberts de Sud-amèrica meridional. Com en la major part dels paleògnats, el mascle és l'encarregat de la covada (en aquest cas uns 19 dies) i la posterior cura dels pollets.

## Llistat d'espècies
Se n'han descrit dues espècies vives dins aquest gènere:
- Eudromia elegans - tinamú crestat elegant.
- Eudromia formosa - tinamú crestat del Chaco.